# Mađarska revolucija 1956.
Mađarska revolucija 1956. godine je naziv za ustanak protiv sovjetske prevlasti i za liberalizaciju društva od komunizma, koji je trajao od 23. listopada do 10. studenog 1956. godine. Vođa pobune bio je premijer NR Mađarske i reformist Imre Nagy.
U spomen na revoluciju 23. listopada je danas u Mađarskoj državni praznik.

## Kronologija

### Ustanak
Studenti i radnici izašli su 23. listopada 1956. na ulice Budimpešte, kako bi prosvjedovali protiv staljinizma i prisutnosti sovjetske vojske. Prosvjednici su mahali nacionalnim zastavama s kojih su bili izrezani socijalistički simboli (s okruglim rupama u sredini zastava). 
Do tada vladajući socijalistički režim raspao se za manje od tjedan dana. Nije imao nikakvog uporišta u narodu, već samo u komunističkoj partiji i Crvenoj armiji koja se nalazila u Mađarskoj, a koja je 'mlako' reagirala i povukla se. Mnoštvo je zapalilo cjelokupnu literaturu koja se nalazila u zgradi partijskog glasila. Po zidovima su ispisane parole "Rusi van!" Tijekom nekoliko dana slobode, kada je stanovništvo živjelo punim plućima, posvuda u gradu uništavali su se simboli komunizma. Još tijekom prvih prosvijeda rastavljen je Staljinov kip, simbol diktature, okupacije i stare socijalističke vlasti. 
Nova mađarska vlada počinje provoditi oslobađanje društva od socijalizma i najavljuje kako želi istupiti iz Varšavskog pakta i proglasiti neutralnost poput Austrije. 

### Sovjetski odgovor
Te promjene bile su predrastične za Kremlj i ortodoksne komuniste u Mađarskoj. Stoga partijski sekretar János Kádár napušta Budimpeštu i na istoku zemlje osniva »radničku revolucionarnu vladu« te poziva sovjetske snage na »pružanje bratske pomoći«. Sovjeti 4. studenoga ulaze u Budimpeštu. Počinju neravnopravne borbe između tenkova i mađarskih ustanika naoružanih lakim i improviziranim naoružanjem. Grad je teško oštećen, a ubijeni su i ranjeni desetci tisuća Mađara. Na tisuće ih je uhićeno i deportirano u SSSR. Oko 250 000 disidenata prebjeglo je preko najbliže granice, u Austriju ili SFR Jugoslaviju. Imre Nagy i dio vlade sklonili su se u jugoslavensko veleposlanstvo. Posredovanjem jugoslavenske vlade postignut je pismeni sporazum o prestanku azila Imre Nagya uz obvezu mađarske vlade da neće politički goniti sudionike budimpeštanskog ustanka koji su se sklonili u zgradu jugoslavenskog veleposlanstva. Imre Nagy, zajedno s nekolicinom mađarskih funkcionera, bio je interniran u Rumunjsku, a kasnije vraćen u Mađarsku gdje mu se sudilo za pristajanje uz kontrarevolucionare, nakon čega je bio osuđen na smrt. János Kádár, između ostalog na Titov savjet, postavljen je za premijera. Mađarski ustanak pokazao je također i da se socijalizam i komunizam u Europi sa slobodarskom tradicijom ne mogu održati samo pomoću propagande, već je potrebna i uporaba sile. 

## Odjek
Dan nakon sovjetske okupacije Budimpešte, 5. studenoga 1956., papa Pio XII. objavio je encikliku Datis nuperrime, u kojoj je osudio sovjetsko gušenje ustanka.